# Фринко
Фринко (итал. Frinco) је насеље у Италији у округу Асти, региону Пијемонт.
Према процени из 2011. у насељу је живело 183 становника. Насеље се налази на надморској висини од 173 м.

## Становништво
Према резултатима пописа становништва 2011. у општини је живело 731 становника.
| 1936. | 1951. | 1961. | 1971. | 1981. | 1991. | 2001. | 2011. |
| ----- | ----- | ----- | ----- | ----- | ----- | ----- | ----- |
| 1.369 | 1.075 | 893   | 701   | 640   | 636   | 690   | 731   |